# Декрети Нуева-Планта
Див. також : Каталонський націоналізм, Національний день Каталонії, Війна за іспанський спадок, Арагонське королівство.

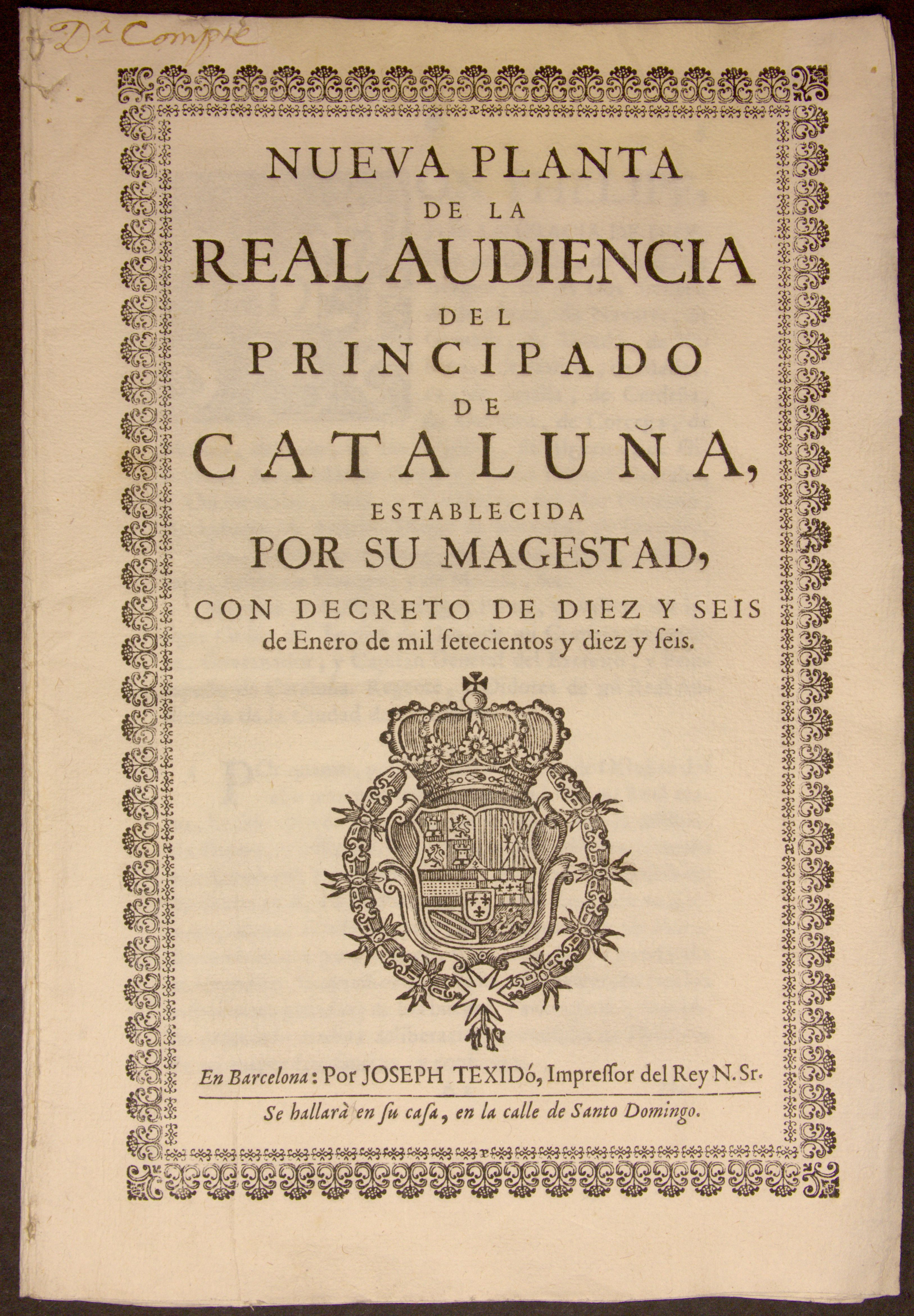
Декрети Нуева Планта, 1705–1716 р.р.

Декрети Нуева Планта (кат. Decrets de Nova Planta, ісп. Decretos de Nueva Planta, арагон. Decretos de Nueba Planta) — три королівські укази, якими були скасовані політичні структури Каталонії, Валенсії, Балеарських островів (каталанські країни) та Арагону.

## Декрети Нуева Планта
Декрет Нуева Планта від 29 червня 1707 р. стосувався Валенсійського та Арагонського королівств, декрет від 28 листопада 1715 р. — Майорканського королівства, а декрет від 16 січня 1716 р. — Каталонського князівства.
Ці укази було підписано під час та відразу після Війни за іспанський спадок і взяття військами Філіпа V Барселони 11 вересня 1714 р. та останнього великого міста каталанських країн Мальорки (тепер Пальма, раніше — Пальма-де-Мальорка) 11 липня 1715 р. Укази стосувалися тих територій, які підтримали іншого претендента на іспанську корону — Карла VI Габсбурґа (наприклад, Наварра та Країна Басків зберегли свої права, оскільки підтримали Філіпа V, але через подальшу централізацію Іспанії самоуправління цих територій теж поступово звужувалося і було остаточно знищене у XIX ст.).
Декретами Нуева Планта були знищені всі місцеві політичні структури, які відрізнялися від моделі більш централізованої Кастилії. Фактично система «спільного суверенітету» центральної королівської влади та місцевих органів самоврядування була замінена на централізовану модель за прикладом Франції, звідки походила іспанська династія Бурбонів. У Каталонії та Валенсії було розпущено місцеві Парламенти (кат. les Corts, «Кортс»), на Балеарських о-вах — Велику і Головну раду (кат. Gran i General Consell), яка виконувала ту саму функцію. Церкві було нав'язано не властиві їй функції (наприклад, у 1730 році архієпископ Мальорки наказав переписати парафіяльні реєстри, замінивши каталонські імена своїх парафіян на кастильські). Каталаномовні території більше не мали права здійснювати економічний, фіскальний, юридичний контроль, скасовувалося карбування власних грошей.
Територія каталанських країн відтепер поділялася на провінції, якими керували призначені з Мадрида губернатори (кат. Capità General), для керування економікою та фінансами створювалися спеціальні провінційні органи, якими керували інтенданти (кат. intendències provincials). У Мадриді було створено державні секретаріати (кат. secretaries d'Estat), які згодом стали називатися міністерствами. При королі було створено Раду Кастилії (ісп. Consejo de Castilla), де колишнє Арагонське королівство мало менше депутатів, ніж, на приклад, Наварра, Галісія чи Астурія, а також загальноіспанський парламент, який, втім, не грав великої ролі у централізованій іспанській монархії.
13 квітня 1711 року новий королівський указ відновив частину прав Арагонського королівства, однак каталаномовних територій ці зміни не стосувалися.

## Північна Каталонія
У Північній Каталонії наступ на права місцевого населення розпочався раніше: після Піренейського договору між Іспанією та Францією 7 листопада 1659 р. і приєднання північно каталонських районів Русільйону, Баляспі, Кунфлену, Капсі та Алта-Сарданьї до Франції (цікаво те, що іспанський король офіційно не повідомив про це каталонський уряд до 1702 р.) вже за рік було скасовано усі традиційні каталонські політичні інституції (хоча у договорі наголошувалося на тому, що у приєднаних до Франції районах залишиться каталонське самоуправління), а 2 квітня 1700 р. Людовік XIV своїм указом забов'язав з 1 травня того самого року в усіх офіційних державних інституціях вживати виключно французьку мову.

## Перші вияви непокори після введення у дію Декретів Нуева Планта
Незважаючи на репресії з боку іспанської та французької монархій та відсутність власних політичних та адміністративних структур, каталонці зберегли національну самосвідомість і розпочали боротьбу за повернення своїх прав. Вже у 1734 році у французькому перекладі виходить політичний твір Вихід для приспаних (кат. Via fora els adormits), де лунає заклик до європейських держав відновити самостійність каталанських країн (кат. domini català que amb utilitat de l’Europa pot reviure) і створити або «вільну каталонську республіку», або відтворити незалежне Арагонське королівство.
У 1736 році було написано Згадку про альянс з Його Високістю Георгом Августом, королем Великої Британії (кат. Record de l'Aliança fet el Sereníssim Jordi Augusto Rey de la Gran Bretanya), у якій нагадується про Женевський договір 1705 року і обіцяну колись допомогу створити Вільну республіку Каталонію (кат. Republica Libera de Cathalunya). «Згадка» підписана 1736 року, зазначено, що це «22 рік нашого рабства» (кат. any 22 de nostra esclavitud).